# Karagandá
Karagandá o Karagandy ([qɑrɑˌʁɑnˈdə]ⓘ en kazajo: Қарағанды, romanizado: Qarağandy, en ruso: Караганда [kərəɡɐnˈda]) es la capital de la provincia homónima. Y una de las ciudades más importante de Kazajistán. Situada a 230 km al sudeste de Astaná.

## Etimología
El nombre Karagandá deriva del arbusto «caragana» (Caragana arborescens), que es abundante en la zona.

## Historia
Karagandá es una ciudad industrial, construida cerca de una explotación de las minas de carbón. Aún hoy en día la extracción de carbón sigue siendo una actividad importante en la región. A comienzos de la década de 1990, fue brevemente considerada como candidata para la capital de la (entonces) recién independiente República de Kazajistán, pero su oferta fue rechazada en favor de Astaná.

## Población
En la década de 1940 hasta el 70 % de los habitantes de la ciudad eran de origen alemán. La mayoría de los alemanes étnicos son descendientes de alemanes del Volga soviéticos que fueron colectivamente deportados a Siberia y Kazajistán a la orden de Stalin cuando la Alemania nazi y la URSS invadieron Polonia. Hasta la década de 1950 muchos extranjeros fueron internados en campos de trabajo a menudo solo debido a su herencia. La población de Karagandá se redujo en un 14 % entre 1989 y 1999. Cien mil personas emigraron a Alemania.

## Demografía
| Gráfica de evolución de Karagandá entre 1939 y 2020 |
|                                                     |

## Educación
- Universidad Buketov de Karagandá
- Universidad Técnica de Karaganda
- Universidad Médica Estatal de Karaganda
- Universidad de Karaganda

## Transporte
- Estación de ferrocarril de Karagandá.

## Clima
Karagandá tiene un clima húmedo continental (Dfb) con veranos cálidos e inviernos muy fríos. Las precipitaciones son moderadamente bajas durante todo el año, aunque algo más frecuentes entre mayo y julio. La nieve es habitual durante todo el invierno. La temperatura más baja registrada en Karagandá fue -42,9 °C, en 1938, y la máxima fue de 40,2 °C en 2002.
| Parámetros climáticos promedio de Karagandá (1991-2020) | Parámetros climáticos promedio de Karagandá (1991-2020) | Parámetros climáticos promedio de Karagandá (1991-2020) | Parámetros climáticos promedio de Karagandá (1991-2020) | Parámetros climáticos promedio de Karagandá (1991-2020) | Parámetros climáticos promedio de Karagandá (1991-2020) | Parámetros climáticos promedio de Karagandá (1991-2020) | Parámetros climáticos promedio de Karagandá (1991-2020) | Parámetros climáticos promedio de Karagandá (1991-2020) | Parámetros climáticos promedio de Karagandá (1991-2020) | Parámetros climáticos promedio de Karagandá (1991-2020) | Parámetros climáticos promedio de Karagandá (1991-2020) | Parámetros climáticos promedio de Karagandá (1991-2020) | Parámetros climáticos promedio de Karagandá (1991-2020) |
| Mes                                                     | Ene.                                                    | Feb.                                                    | Mar.                                                    | Abr.                                                    | May.                                                    | Jun.                                                    | Jul.                                                    | Ago.                                                    | Sep.                                                    | Oct.                                                    | Nov.                                                    | Dic.                                                    | Anual                                                   |
| ------------------------------------------------------- | ------------------------------------------------------- | ------------------------------------------------------- | ------------------------------------------------------- | ------------------------------------------------------- | ------------------------------------------------------- | ------------------------------------------------------- | ------------------------------------------------------- | ------------------------------------------------------- | ------------------------------------------------------- | ------------------------------------------------------- | ------------------------------------------------------- | ------------------------------------------------------- | ------------------------------------------------------- |
| Temp. máx. abs. (°C)                                    | 6.2                                                     | 7.0                                                     | 22.3                                                    | 30.8                                                    | 35.6                                                    | 39.1                                                    | 39.6                                                    | 40.2                                                    | 37.4                                                    | 27.6                                                    | 18.4                                                    | 11.5                                                    | 40.2                                                    |
| Temp. máx. media (°C)                                   | -9.2                                                    | -7.6                                                    | -0.6                                                    | 12.9                                                    | 20.4                                                    | 25.4                                                    | 26.4                                                    | 25.5                                                    | 19.0                                                    | 10.9                                                    | -0.6                                                    | -7.1                                                    | 9.6                                                     |
| Temp. media (°C)                                        | -13.4                                                   | -12.5                                                   | -5.4                                                    | 6.4                                                     | 13.5                                                    | 18.8                                                    | 20.0                                                    | 18.6                                                    | 12.1                                                    | 4.8                                                     | -5.0                                                    | -11.2                                                   | 3.9                                                     |
| Temp. mín. media (°C)                                   | -17.7                                                   | -17.2                                                   | -9.8                                                    | 0.8                                                     | 6.9                                                     | 12.3                                                    | 13.9                                                    | 12.1                                                    | 5.9                                                     | -0.1                                                    | -8.7                                                    | -15.3                                                   | -1.4                                                    |
| Temp. mín. abs. (°C)                                    | -41.7                                                   | -41.0                                                   | -34.7                                                   | -23.9                                                   | -9.5                                                    | -2.3                                                    | 3.2                                                     | -0.8                                                    | -7.4                                                    | -19.3                                                   | -38.0                                                   | -42.9                                                   | -42.9                                                   |
| Precipitación total (mm)                                | 25                                                      | 24                                                      | 27                                                      | 30                                                      | 37                                                      | 43                                                      | 52                                                      | 29                                                      | 21                                                      | 30                                                      | 33                                                      | 31                                                      | 382                                                     |
| Nevadas (cm)                                            | 21                                                      | 26                                                      | 17                                                      | 1                                                       | 0                                                       | 0                                                       | 0                                                       | 0                                                       | 0                                                       | 0                                                       | 4                                                       | 13                                                      | 82                                                      |
| Días de lluvias (≥ 1 mm)                                | 1                                                       | 1                                                       | 4                                                       | 9                                                       | 14                                                      | 12                                                      | 14                                                      | 10                                                      | 9                                                       | 9                                                       | 6                                                       | 2                                                       | 91                                                      |
| Días de nevadas (≥ 1 mm)                                | 20                                                      | 19                                                      | 15                                                      | 6                                                       | 1                                                       | 0                                                       | 0                                                       | 0                                                       | 1                                                       | 7                                                       | 15                                                      | 19                                                      | 103                                                     |
| Horas de sol                                            | 106                                                     | 142                                                     | 189                                                     | 231                                                     | 297                                                     | 335                                                     | 330                                                     | 303                                                     | 247                                                     | 141                                                     | 108                                                     | 99                                                      | 2528                                                    |
| Humedad relativa (%)                                    | 79                                                      | 78                                                      | 78                                                      | 61                                                      | 54                                                      | 50                                                      | 55                                                      | 52                                                      | 53                                                      | 66                                                      | 77                                                      | 78                                                      | 65.1                                                    |
| Fuente n.º 1: Погода и климат                           |                                                         |                                                         |                                                         |                                                         |                                                         |                                                         |                                                         |                                                         |                                                         |                                                         |                                                         |                                                         |                                                         |
| Fuente n.º 2: NOAA (Horas de sol, 1961-1990)            |                                                         |                                                         |                                                         |                                                         |                                                         |                                                         |                                                         |                                                         |                                                         |                                                         |                                                         |                                                         |                                                         |

## Deporte
- FC Shakhter Karagandá juega en la Liga Premier y su sede es el estadio Shahter en Karagandá.
- Saryarka Karagandy es el equipo de Hockey de Hielo y juega en la Liga Suprema de Hockey y su estadio es el Karagandy-Arena.
- MFC Tulpar es el equipo de fútbol sala y juega en la Liga Premier, su estadio es el Complejo Deportivo de Tulpar
- FC Gefest juega en la primera división de Kazajistán, la segunda división del país.
- Avtomobilist Karagandy fue fundado en 1966 y fue operado en el año 2000 juega en Campeonato de Kazajistán, juega en el Palacio de deportes de Akzholtay.

## Personajes ilustres
- Aslán Masjádov, lugar de nacimiento del presidente checheno, cuya familia fue deportada allí por orden de Stalin en 1944.
- Gennady Golovkin, campeón mundial de boxeo, peso mediano.
- Nurkén Abdírov, ciudad natal del héroe kazajo de la Segunda Guerra Mundial. Una estatua está erigida en su honor en el centro de la ciudad.